# Tajchy
Tajchy (số ít: tajch, từ tiếng Đức teich) là chuỗi các hồ chứa nước nhân tạo nằm trên dãy núi Štiavnica ở trung tâm Slovakia. Hầu hết trong số chúng được xây dựng để cung cấp cho các mỏ bạc của Banská Štiavnica trong thế kỷ 18. Tajchy bao gồm hệ thống phức tạp của 60 hồ chứa nước được kết nối với nhau bằng hơn 100 km kênh rạch và đường hầm.
Ngày nay, 24 hồ nhân tạo vẫn còn tồn tại và phục vụ cho mục đích giải trí. Vì giá trị lịch sử của chúng, UNESCO đã công nhận chúng là Di sản thế giới vào ngày 11 tháng 12 năm 1993, như là một phần của Thị trấn lịch sử Banská Štiavnica và các di tích lịch sử kỹ thuật lân cận.

## Hoạt động
Vùng Banská Štiavnica thiếu nguồn nước đáng kể để phục vụ cho sản xuất và sinh hoạt. Đó là lý do tại sao Tajchy được thiết kế để lưu trữ nguồn nước mưa. Các kênh rạch có tổng chiều dài 72 km có nhiệm vụ thu nguồn nước qua các trận mưa và tuyết tan trên các đỉnh núi đến các hồ chứa. Toàn bộ hệ thống có thể tích trữ được 7 triệu m³ nước. Nước sau đó chảy qua 57 km kênh đến các bánh xe nước, vận hành bằng 7 máy bơm trang bị hệ thống con lắc dao động. Các máy bơm loại bỏ nguồn nước ngầm dư thừa từ các mỏ và bánh xe nước sau đó cung cấp năng lượng cho các nhà máy khai thác, chế biến, luyện kim.

## Lịch sử
Banská Štiavnica là một trung tâm khai mỏ quan trọng thời Trung Cổ, chủ yếu nhất là bạc. Các hồ chứa nước đầu tiên được thành lập bởi các thợ mỏ địa phương trong thế kỷ 15. Tuy nhiên, sự phát triển đáng kể nhất của Tajchy đã bị kết thúc bởi một cuộc khủng hoảng trong ngành khai mỏ vào thế kỷ 17. Độ sâu của hầm mỏ bắt đầu xuống đến dưới mức của đường hầm thoát nước. Hậu quả là các hầm mỏ bị ngập bởi nước ngầm. Cơ chế thoát nước trong thời kỳ đó chủ yếu bởi sức người hoặc động vật và chi phí cũng quá đắt đỏ. Do các khoản chi phí đó không nằm trong khoản chi được phép, chính vì vậy mà Tòa án Hoàng gia ở Viên đã quyết định đóng cửa các mỏ ở Banská Štiavnica và khu vực xung quanh. Một chuyên gia khai thác và nhà phát minh là József Károly Hell đã thách thức quyết định này khi dũng cảm đệ trình một đề nghị nhằm giải cứu cho ngành khai mỏ ở quê nhà. Kế hoạch này dựa trên việc sử dụng Tajchy cuối cùng đã được hoàng đế Karl VI thông qua.
Vào thế kỷ 18, Tajchy dần dần mở rộng thành một hệ thống hồ và kênh rạch phức tạp, được thiết kế bởi ba kỹ sư nổi tiếng: Jozef Karol Hell, Maximilian Hell và Sámuel Mikoviny. Dự án này đòi hỏi cả về mặt kỹ thuật lẫn kinh tế học. Ví dụ, việc xây dựng hồ chứa Richňava đòi hỏi 4.000 người làm việc mỗi ngày trong thời gian ba năm (1738-1740). Nhưng sau khi hoàn thành, Tajchy đã chứng tỏ khả năng tháo hết nước từ các mỏ bị ngập lụt và chúng thậm chí còn cung cấp đủ năng lượng cho các ngành công nghiệp đang bùng nổ khác.
Sự thịnh vượng đổi mới dẫn đến sự phát triển kinh tế và văn hóa lớn dần của Banská Štiavnica. Năm 1762, Nữ hoàng Maria Theresa đã ra lệnh thành lập Học viện Khai thác tại Banská Štiavnica, là trường đại học kỹ thuật đầu tiên trên thế giới. Thị trấn được chọn bởi vì nó có các thiết bị khai thác, thủy văn, luyện kim, đẩy, thử nghiệm cũng như các thiết bị chữa cháy, nước, không khí, và các thiết bị thoát nước không tồn tại ở bất kỳ địa điểm khai thác nào khác, nói cách khác chính là vì Tajchy của nó. Năm 1782, Banská Štiavnica trở thành đô thị lớn thứ ba của Vương quốc Hungary với 23.192 cư dân và 40.000 người ở ngoại ô chỉ sau Bratislava và Debrecen. Tajchy cũng được ca ngợi bởi những vị khách hoàng gia ghé thăm bao gồm cả Franz I, Joseph II và Leopold II.